# Danijel Premerl
Danijel Premerl (Krapina, 23 gennaio 1904 – Zagabria, 1º ottobre 1975) è stato un calciatore jugoslavo, di ruolo difensore.

## Palmarès

### Club
- Campionato jugoslavo: 4

Građanski Zagabria: 1923, 1926, 1928, 1937